# NORCECA Final Four femminile 2024
La NORCECA Final Four 2024 si è svolta dal 7 giugno al 9 giugno 2024: al torneo hanno partecipato quattro squadre nazionali nordamericane e la vittoria finale è andata per la seconda volta consecutiva a Porto Rico.

## Impianti
|                                                                     |  |  |
|                                                                     |  |  |
| Coliseo Salvador Dijols Città: Ponce Capienza: ? Anno d'apertura: ? |  |  |

## Regolamento

### Formula
Le squadre hanno disputato un'unica fase con formula del girone all'italiana.

### Criteri di classifica
Se il risultato finale è stato di 3-0 sono stati assegnati 5 punti alla squadra vincente e 0 a quella sconfitta, se il risultato finale è stato di 3-1 sono stati assegnati 4 punti alla squadra vincente e 1 a quella sconfitta, se il risultato finale è stato di 3-2 sono stati assegnati 3 punti alla squadra vincente e 2 a quella sconfitta.
L'ordine del posizionamento in classifica è stato definito in base a:
- Numero di partite vinte;
- Punti;
- Ratio dei set vinti/persi;
- Ratio dei punti realizzati/subiti;
- Risultati degli scontri diretti.

## Squadra partecipanti
| Squadra    | Qualificazione      | Ultima partecipazione |
| ---------- | ------------------- | --------------------- |
| Costa Rica | -                   | Porto Rico 2023       |
| Cuba       | -                   | Messico 2022          |
| Messico    | -                   | Messico 2022          |
| Porto Rico | Paese organizzatore | Porto Rico 2023       |

## Torneo

### Risultati
| 9 giugno 2024 Coliseo Salvador Dijols, Ponce Durata: 1h:42 - Spettatori: 300    | Messico    | 3 - 1 | Cuba       | 21-25, 25-22, 25-15, 25-16 |
| 9 giugno 2024 Coliseo Salvador Dijols, Ponce Durata: 1h:19 - Spettatori: 800    | Porto Rico | 3 - 0 | Costa Rica | 25-11, 25-14, 25-14        |
| 10 giugno 2024 Coliseo Salvador Dijols, Ponce Durata: 1h:08 - Spettatori: 300   | Messico    | 3 - 0 | Costa Rica | 25-18, 25-12, 25-12        |
| 10 giugno 2024 Coliseo Salvador Dijols, Ponce Durata: 1h:22 - Spettatori: 1 000 | Cuba       | 0 - 3 | Porto Rico | 16-25, 22-25, 19-25        |
| 11 giugno 2024 Coliseo Salvador Dijols, Ponce Durata: 1h:38 - Spettatori: 600   | Costa Rica | 1 - 3 | Cuba       | 15-25, 15-25, 25-20, 19-25 |
| 11 giugno 2024 Coliseo Salvador Dijols, Ponce Durata: 1h:45 - Spettatori: 1 300 | Porto Rico | 3 - 1 | Messico    | 25-20, 25-20, 19-25, 27-25 |

### Classifica
| Pos. | Squadra    | Pt | G | V | P | SV | SP | Ratio | PF  | PS  | Ratio |
| ---- | ---------- | -- | - | - | - | -- | -- | ----- | --- | --- | ----- |
| 1.   | Porto Rico | 14 | 3 | 3 | 0 | 9  | 1  | 9,000 | 246 | 186 | 1,322 |
| 2.   | Messico    | 10 | 3 | 2 | 1 | 7  | 4  | 1,750 | 261 | 216 | 1,208 |
| 3.   | Cuba       | 5  | 3 | 1 | 2 | 4  | 7  | 0,571 | 230 | 245 | 0,938 |
| 4.   | Costa Rica | 1  | 3 | 0 | 3 | 1  | 9  | 0,111 | 155 | 245 | 0,632 |

## Classifica finale
| Pos     | Squadra    | Rosa |
| ------- | ---------- | --- |
| Oro     | Porto Rico | Formazione: 1 Lozano, 2 Venegas, 3 León, 4 Hollingsworth, 5 W. Rivera, 6 Sánchez, 7 Cruzado, 10 Reyes, 11 Alcántara, 12 Ortiz, 13 S. Rivera, 16 Santiago, 18 Hernández, 23 López, CT: Nuñez |
| Argento | Messico    | Formazione: 2 Topete, 4 Rodríguez, 5 Ocampo, 6 Castro, 7 Guereca, 8 Ovalle, 9 Vela, 11 Urías, 12 Landeros, 13 Maldonado, 15 Rivera, 16 Muñoz, 21 Márquez, 33 Flores, CT: Negro              |
| Bronzo  | Cuba       | Formazione: 2 Madán, 4 Li. García, 5 D. Martínez, 6 de la Peña, 7 Leliebre, 10 Chacón, 15 Aguilera, 19 Suárez, 20 Finé, 21 James, 24 Moreno, 25 Vila, CT: Le. García                        |
| 4       | Costa Rica | Formazione: 2 Salazar, 4 J. Rodríguez, 5 Espinoza, 7 González, 8 Castro, 10 Mata, 11 Sayles, 14 Rojas, 15 M. Rodríguez, 16 Abarca, 17 Alfaro, 22 Blackwood, CT: Acuña                       |

## Premi individuali
| Premio                 | Nome              | Squadra    |
| ---------------------- | ----------------- | ---------- |
| MVP                    | Shara Venegas     | Porto Rico |
| Miglior realizzatrice  | Uxue Guereca      | Messico    |
| Miglior servizio       | Wilmarie Rivera   | Porto Rico |
| Miglior difesa         | María José Castro | Costa Rica |
| Miglior ricevitrice    | Joseline Landeros | Messico    |
| Miglior palleggiatrice | Wilmarie Rivera   | Porto Rico |
| Miglior opposto        | Grace López       | Porto Rico |
| Miglior schiacciatrice | Uxue Guereca      | Messico    |
| Miglior schiacciatrice | Stephanie Rivera  | Porto Rico |
| Miglior centrale       | Diana Reyes       | Porto Rico |
| Miglior centrale       | Karina Flores     | Messico    |
| Miglior libero         | Joseline Landeros | Messico    |